# ایچیکی‌کوشیکینو، کاگوشیما
ایچیکی‌کوشیکینو در استان کاگوشیما در کشور ژاپن واقع شده‌است که دارای جمعیت ۳۲٬۰۷۹ نفر و مساحت ۱۱۲٫۰۴ کیلومتر مربع با تراکم جمعیت ۲۸۶ نفر در کیلومترمربع است و در تاریخ ۱۱ اکتبر ۲۰۰۵ به عنوان شهر شناخته شد.